# Abderrahmane Derouaz
Abderrahmane Derouaz (né le 12 décembre 1955 à Alger en Algérie) est un joueur de football international algérien, qui évoluait au poste de défenseur.
Il compte 4 sélections en équipe nationale en 1980.

## Biographie
Avec l'équipe d'Algérie, il a disputé 4 matchs (pour aucun but inscrit) en 1980, et fut notamment dans le groupe des 23 lors de la CAN de 1980 ainsi que lors des JO 1980.

## Palmarès
Algérie
- Coupe d'Afrique des nations :
  - Finaliste : 1980.